# Avto-moto zveza Slovenije
Avto-moto zveza Slovenije (kratica AMZS) je osrednji slovenski avtomobilski klub. Ukvarja se s prometno varnostjo, preventivo, izobraževanjem voznikov (avtošola in šola varne vožnje), nudi pa tudi avtomobilistične storitve, kot so servis, tehnični pregledi in pomoč na cesti. V sedanji obliki deluje od leta 1948, njeni začetki pa sežejo v leto 1909.

## Zgodovina[2][3]
Prvi avtomobilistični klub na Slovenskem, ki hkrati tudi velja za predhodnika AMZS, je bil na pobudo barona Friderika Borna ustanovljen 16. julija 1909 pod imenom Krainer Automobil-klub oz. Kranjski avtomobilni klub. Temeljna načela so bila šport, pospeševanje turizma, pojasnjevanje pomena avtomobilizma in poučevanje voznikov.
Leta 1920 se je klub preimenoval v Avtomobilski klub za Slovenijo, kmalu zatem pa v Jugoslovanski avtomobilski klub, ker je hotel izdajati mednarodne dokumente, a dovoljenje za to je lahko dobil en klub v državi. Hitro se je porodila zamisel o klubu, ki bi združil vse nacionalne klube v SHS, in tako je leta 1924 nastal Avtomobilski klub kraljevine SHS. Za slovensko ozemlje je nastala sekcija Ljubljana, leta 1925 pa še sekcija Maribor. V Kraljevini Jugoslaviji sta se sekciji vsled administrativne delitve države na banovine združili.
Z izbruhom druge svetovne vojne se je vsakršno delovanje klubov ustavilo. V okupirani Ljubljani je nekaj časa deloval italijanski kraljevi avtomobilski klub. Partizani so leta 1944 izdali vojno prometni pravilnik in uvedli registracijo vozil. Po vojni se delovanje kluba ni neposredno nadaljevalo. 
5. septembra 1948 je bila ustanovljena Avto-moto zveza Slovenije, ki je takrat predvsem koordinirala njene člane in klube. Z leti se je obseg dejavnosti širil, ena pomembnejših je pomoč na cesti, ki jo je začela izvajati 1. oktobra 1959, takrat pod imenom Služba pomoč-informacije. Od leta 1957 izdaja tudi glasilo, danes pod imenom Motorevija.